# سن بول ريونيون
سن بول ريونيون (بالفرنسية: Saint-Paul, Réunion)‏ هي بلدية تقع في فرنسا في Canton of Saint-Paul-1.[بحاجة لمصدر] يبلغ عدد سكانها حوالي 104,646 نسمة ومساحتها 241.28 كم2 وترتفع عن سطح البحر 4 متر.

## أعلام
- جيرار هوبير
- أوليفييه ليفاسور
- سابرينا ريتشارد
- لوكونت دي ليسلي
- فرنك شوت